# غلوكسيناوية
الغلوكسيناوية (الاسم العلمي: Gloxinieae) هي قبيلة من النباتات تتبع الفصيلة الغزنرية من رتبة الشفويات.

## أجناس الغلوكسيناوية
- الغلوكسينية
- الموسونية
- الفانهوتية